# How Caple
How Caple est une paroisse civile et un village du Herefordshire, en Angleterre.